# Leinenweberei

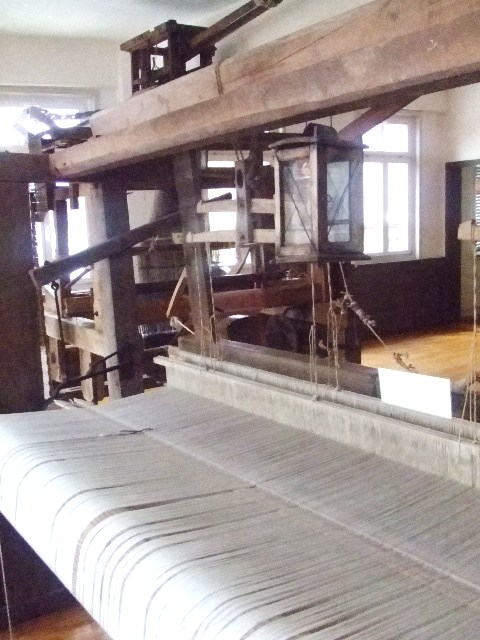
Webstuhl (Heimatmuseum Laichingen)

Leinenweberei ist die Weberei – Herstellung von textilen Flächengebilden – aus der Flachsfaser, der aus Flachs (Lein) gewonnenen Faser, zum Gewebe Leinen.

## Geschichte

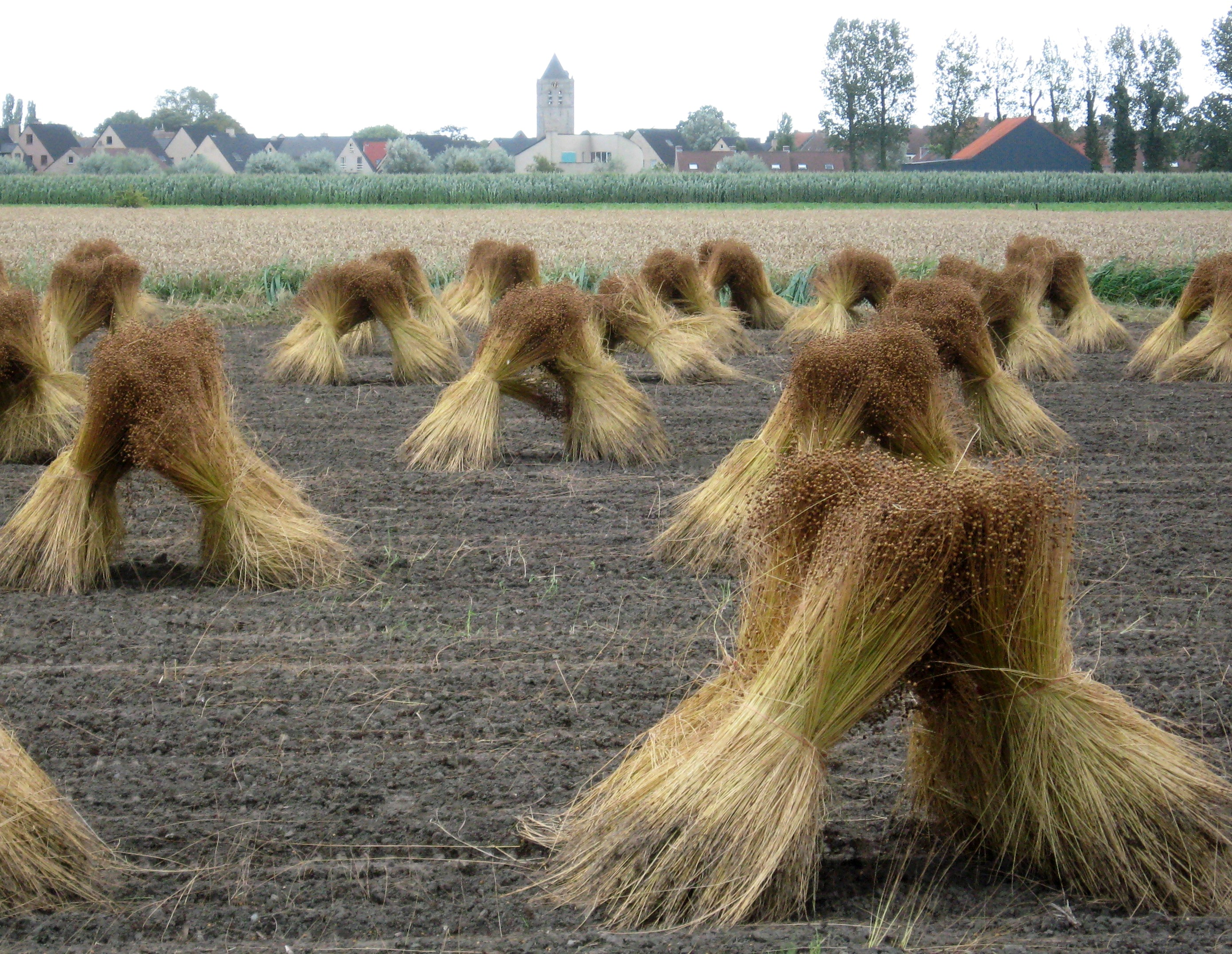
Garben gerauften Flachses (Nordfrankreich)

Das Textilgewerbe gehört zu den ältesten Industriezweigen. Als eine ausgesprochen arbeitsintensive Produktion trug sie wesentlich zum Einfluss einzelner Regionen bei.
Im Mittelalter wurde zuerst wild wachsender, später selbst angebauter Flachs verarbeitet und versponnen, um diesen im Winter für den Eigengebrauch bzw. als weitere Einnahmequelle zu verwenden. Schon im 13. Jahrhundert wurde Flachs in Mitteleuropa in bedeutendem Umfang angebaut. Leinen war im Mittelalter ein hochgeschätztes Gewebe, aus dem nicht nur Hemden, Kleider und Bettzeug, sondern auch Waffenröcke, Satteldecken, Hutbezüge und Paniere verfertigt wurden. So wurde mit der Leinenbindung auch eine eigenständige Webart entwickelt. Neben dieser Leinwand im eigentlichen Sinne findet sich auch Zwillich/Drillich und Hessian/Rupfen (Sackleinen) und das Woll-Mischgewebe Barchent.
Leinenweber verarbeiteten ursprünglich sowohl gesponnenen Flachs als auch Hanf und andere Fasern, etwa Brennnessel, zu Geweben; seit etwa 1500 wurde Hanf hauptsächlich nur noch für Haustuch, Sack- und Packleinwand, grobe Zeuge wie Segeltuch und Seilwaren verwendet, und das Leinen zum Haupt-Textilprodukt. Ab dieser Zeit entwickelte sich die Leinenweberei enorm. Erste Leinenweberzünfte finden sich beispielsweise 1496 in Enns, die sich dann bis in das 16. Jahrhundert auch in den ländlichen Raum ausbreiteten.

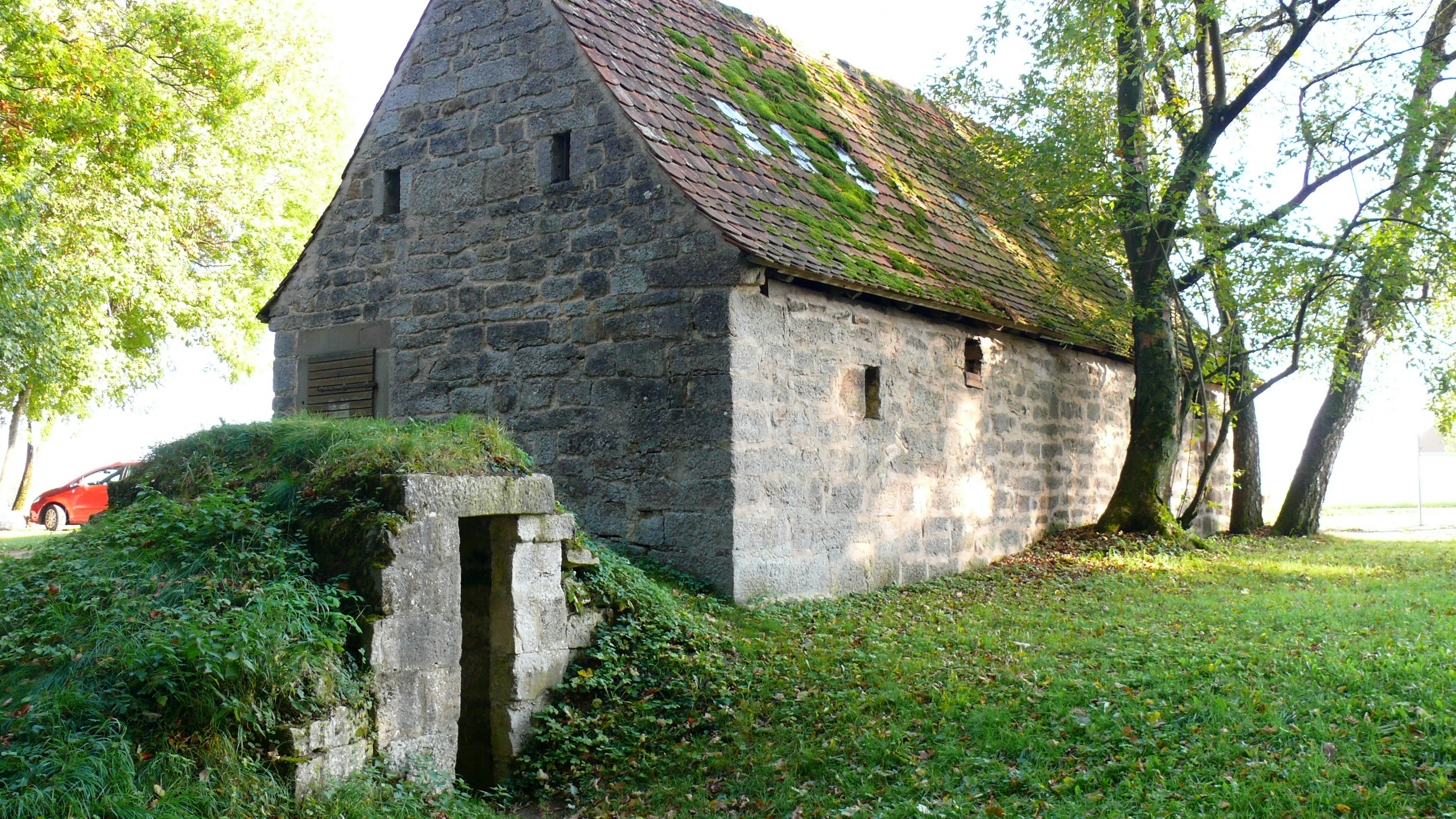
Flachsbrechhütte und Darre im Leinenmuseum Creglingen-Burgstall

Im Gegensatz zur Tuchmacherei (Wollweberei), die sich doch meist als städtisches Handwerk etablierte, war die Leinenweberei lange Zeit im ländlichen Raum als Heimgewerbe verbreitet und wurde vielfach von Bauern und Tagelöhnern betrieben. Größere Höfe hatten ab der frühen Neuzeit durchwegs auch ein eigenes Brech- und Dörrhaus (oberdeutsch Brechlbad).
Der erste Niedergang der Leinenweberei entstand durch die Einführung der Baumwolle, und – ab dem späteren 18. Jahrhundert aus England kommend – dem Aufbau der Textilindustrie und der maschinellen Webstühle. Die Baumwolle wurde das feinere Gewebe, das Leinengewebe verblieb als robustes, aber wenig komfortables Zeug, etwa Arbeitskleidung und Bettwäsche. Außer in gewissen industriellen Zentren fand das Leinen seine Nische in der handwerklichen Leinenmanufaktur aus landwirtschaftlicher Eigenproduktion. Da die Textilindustrie zur Importindustrie wurde, und in der Zeit auch der Kartoffelanbau forciert wurde, wurden die Flachsfelder in Äcker für die Nahrungsproduktion umgewandelt. Noch trug die einfache Bevölkerung aber Leinen als Alltagskleidung. Erst im mittleren 19. Jahrhundert wurde dann die Baumwolle zum billigsten Material und verdrängte das Leinen fast vollständig.
Ein weiterer Rückgang der gesamten Textilindustrie ist v. a. in West- und Mitteleuropa in den 1970er Jahren zu vermerken. Durch vermehrte Importe von Textilien aus Billiglohnländern wurde es auch für die verbliebenen Leinenweber immer schwerer zu konkurrieren. Viele Firmen wurden oder werden aus markttechnischen Gründen gezwungen, die Produktion in das Ausland zu verlagern.
Ein Wiederaufleben der Leinenweberei in Mitteleuropa zeigte sich im Zuge der Modernisierung der Tracht („Neue Tracht“) um die Wende zum 21. Jahrhundert, zu der das Leinen als naturfarbenes Material für die Leib- und auch Oberwäsche gehört, wie auch der Ökologisierung und Regionalisierung der Landwirtschaft, da der Flachsanbau wenig Chemikalieneinsatz erfordert. Geschätzt wird neben der Robustheit die Atmungsaktivität des Materials. Diese Stoffe aus Kleinproduktion werden als „Bauernleinen“ vermarktet. In Deutschland ist Seegers & Sohn in Steinhude das letzte, kommerziell produzierende Unternehmen von Textilien aus Leinen.